# Jönköping
Jönköping (/ˇjœnːˌɕøːpɪŋ/) est la dixième plus grande ville de Suède et constitue un exemple de la « ville moyenne suédoise ».
C'est une ville industrielle qui compte 84 423 habitants pour 123 000 dans la commune et 331 000 dans l'ensemble du comté.
Elle est située dans la partie méridionale de la Suède, à l'extrémité sud du lac Vättern, le second plus grand lac du pays.

## Géographie
Jönköping est une ville et commune suédoise sur la rive sud du lac de Vättern, dans la province de Småland. Elle est la capitale du comté de Jönköping et le chef-lieu de la commune de Jönköping. 81 372 personnes vivent dans la ville, la commune abritant près de 123 000 habitants et le comté 331 000. C'est l'une des dix plus grandes villes suédoises. Elle est située au centre de la Scandinavie entre Stockholm (330 km), Göteborg (140 km), Copenhague (290 km), et Oslo (315 km) à l'extrémité sud du lac Vättern, l'un des deux grands lacs suédois du sud (avec le lac Vänern).

## Transports

### Liaisons routières
Jönköping est desservie par la route européenne 4, la route nationale 26, la route nationale 30, la route nationale 31, la route nationale 40, la route nationale 47, la route régionale 132 et la route régionale 195.

### Transport aérien
La ville dispose de l'aéroport de Jönköping.
L'aéroport appartient aujourd'hui à la municipalité de Jönköping après son rachat par l'Autorité suédoise de l'aviation civile (en) début 2010.
L'aéroport de Jönköping propose des services réguliers vers Arlanda (Stockholm) et Francfort (Allemagne). L'aéroport propose également de nombreux vols de nuit pour le courrier et le fret, tant au niveau national qu'international, ainsi que des vols charters.

### Transport ferroviaire
La gare centrale de Jönköping est sur la ligne de Falköping à Nässjö (sv), ligne de Katrineholm à Nässjö (nl) et ligne de Jönköping à Vaggeryd (nl).

### Tramway
Les lignes du tramway de Linköping (sv) sont: 
| Ligne         | Trajet                                                                                     |
| ------------- | ------------------------------------------------------------------------------------------ |
| Ligne rouge   | Österängen–Rosenlundstorget–Öster–Hovrättstorget–Rådhuset–Torpagatan–Tabergsgatan–Jordbron |
| Ligne verte   | Ryhov–A6 Kasernerna–Öster–Vindbron–Centralstationen–Stadsparken–Dunkehalla–Bymarken        |
| Ligne jaune   | Rosenlundstorget–Öster–Hovrättstorget–Torpagatan                                           |
| Ligne blanche | Renforcement de la Ligne Verte.                                                            |

### Bus urbains
Les lignes de bus principales sont :
| Linje | Sträckning                                   |
| ----- | -------------------------------------------- |
| 1     | Råslätt–Centrum–Elmia–Österängen–Huskvarna   |
| 2     | Hisingsängen–Dalvik–Centrum–Ekhagen–Öxnehaga |
| 3     | Tokarp–Centrum–Ryhov–Ljungarum–Råslätt       |
| 4     | Vätterslund–Centrum–Ryhov–Huskvarna          |

En plus des quatre lignes principales, il y 10 autres lignes de bus urbains à Jönköping et dans ses environs immédiats, portant les numéros 11 à 37
| Ligne | Trajet                                        |
| ----- | --------------------------------------------- |
| 11    | Samset-Centrum-Ekhagen                        |
| 15    | Öxnehaga-Huskvarna Esplanaden-Egnahem         |
| 16    | Fagerslätt-Huskvarna Esplanaden               |
| 17    | Strandängen-Centrum-Asecs                     |
| 24    | Centrum-Råslätt-Barnarp-Torsvik-Hyltena       |
| 27    | Månsarp/Taberg-Norrahammar-Centrum-Skänkeberg |
| 28    | Centrum-Hovslätt-Norrahammar-Flahult          |
| 31    | Axamo/Flygplatsen-Mariebo-Centrum             |
| 35    | Stadsexpress Huskvarna-Jönköping              |
| 37    | Snabbuss Centrum-Torsvik-Taberg               |

### Autobus longue distance
Jönköping est desservie par les bus de Flixbus, Vy Buss (sv), Västervik Express (sv) et Snälltåget.
La compagnie Swebus (sv) a été rachetée par Flixbus en 2018.

## Histoire

### Passé
Le 18 mai 1284, Jönköping reçoit du roi Magnus III de Suède le droit d'intégrer les Villes de Suède.
Le nom de la ville, « Jönköping », vient de l'union de deux anciens termes de la langue. « Jön- » est un terme dérivé du nom de la crique de « Junebäcken », située aujourd'hui à l'ouest de la ville. Le terme « -köping » signifiait anciennement centre marchand ou cité commerciale. Cette seconde moitié de nom de la ville témoigne d'un long passé marchand.
Au début du XVIIe siècle y officie le bourreau Håkan, responsable de la condamnation et de l'exécution de plusieurs femmes suspectées de sorcellerie, comme Elin i Horsnäs.
Jönköping doit son développement à sa situation géographique avantageuse. Elle se situait au croisement de routes importantes reliant les provinces de l'Östergötland et du Västra Götaland. Le positionnement sur les rives sud du Vättern est en effet très stratégique puisque ce lac divise ces deux provinces. Jönköping était donc historiquement un lieu de rencontre pour ces provinces mais aussi pour permettre aux paysans de vendre leurs produits à la ville. Cette position géographique est en contrepartie très sensible. Durant les nombreuses guerres qui opposèrent la Suède au Danemark notamment, la ville de Jönköping fut souvent la cible d'assauts.
Plus récemment, la ville connut un grand essor commercial. C'est précisément à Jönköping que furent inventées les allumettes suédoises (ou de sûreté) par Gustaf Erik Pasch en 1844.

### Présent

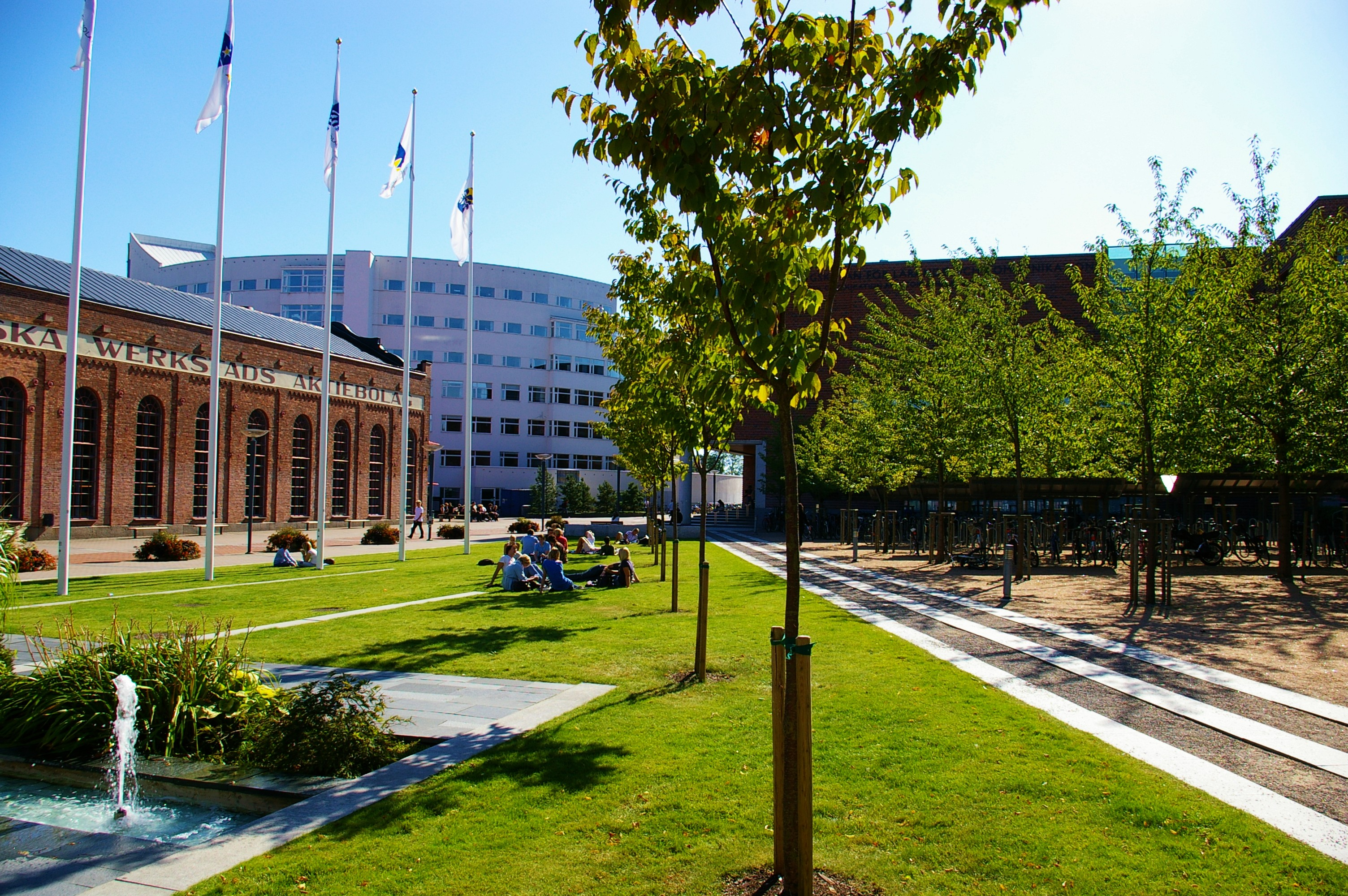
Université de Jönköping.

De nos jours la ville demeure un centre logistique important de la Suède, encore une fois grâce à sa situation géographique. Près de 9 800 entreprises ont leur siège dans le comté. La plupart sont des PME mais on compte quelques firmes internationales telles que IKEA, Saab, Electrolux, Husqvarna et FlaktWoods.
Le Centre Elmia est situé à l'est de la ville (entre Jönköping et Huskvarna), il accueille régulièrement des salons économiques importants mais aussi divers événements culturels, sportifs notamment. C'est à Elmia que se jouent les matches de hockey sur glace du HV 71, club professionnel évoluant dans l'Elitserien.
La ville de Jönköping est très étudiante. Environ 7 175 étudiants (chiffres 2004) étaient inscrits à l'université de Jönköping en 2004. Environ 1/10 des étudiants sont étrangers. Au total, 60,9 % des étudiants sont des filles.
L'université de Jönköping est composée de quatre divisions (chiffres 2004) :
- Jönköping International Business School : 1 925 étudiants (46,5 % de filles) ;
- the school of Education and Communication : 2 207 étudiants (75,8 % de filles) ;
- the school of Engineering : 1 446 étudiants (29,5 % de filles) ;
- the school of Health Sciences : 1 597 étudiants (86,2 % de filles).

La ville compte également de nombreux bars et discothèques. La législation communale actuelle oblige les discothèques et clubs à fermer à deux heures du matin. Quelques discothèques : l'Akademien, le Bongo Bar, l'APT, le Karlsson (aussi appelé Club Caj), le Twin City, le Huset, le Centrum, l'Åtta Glas.

## Population
| 1960   | 1965   | 1970   | 1975   | 1980   |
| ------ | ------ | ------ | ------ | ------ |
| 66 875 | 71 033 | 80 693 | 78 650 | 76 027 |

| 1990   | 1995   | 2000   | 2005   | 2010   |
| ------ | ------ | ------ | ------ | ------ |
| 76 275 | 79 914 | 81 372 | 84 423 | 89 396 |

| 2023    | - | - | - | - |
| ------- | - | - | - | - |
| 103 032 | - | - | - | - |

## Monuments et lieux
La ville de Jönköping compte des lieux et monuments emblématiques 
- Église de Sophie (sv)
- Zone des boîtes d'allumettes (sv)
  - Maison de la culture (sv)
  - Musée des allumettes (sv)
- Hôtel de ville (sv)
- Parc de l'hôtel de ville (sv)
- Église catholique de Jönköping (sv)
- Église pentecôtiste de Jönköping (sv)
- Cimetière boisé de Jönköping
- Réserve naturelle de Bondberget (sv)

- Vätterstranden (sv)
- Rives de Rosenlund (sv)
- Église de Christine (sv)
- Musée du comté de Jönköping (sv)

- Maison de la culture Spira (sv)
- Tour des moines (sv)
- Parc de gestion de l'eau (sv)
- Musée des Oiseaux
- Bâtiment de la cour d'appel de Göta (sv)
- Grand Hotel
- Bibliothèque municipale (sv)

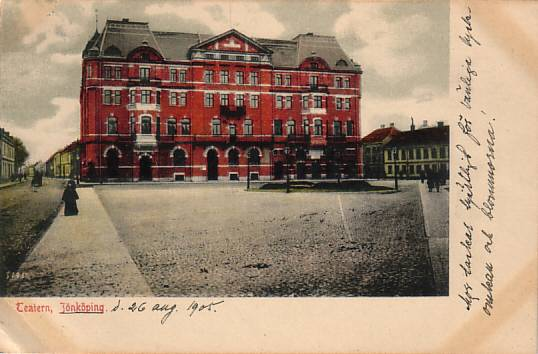
Jönköping Grand Hotel, l'un des plus anciens hôtels de la ville, sur une carte postale de 1905
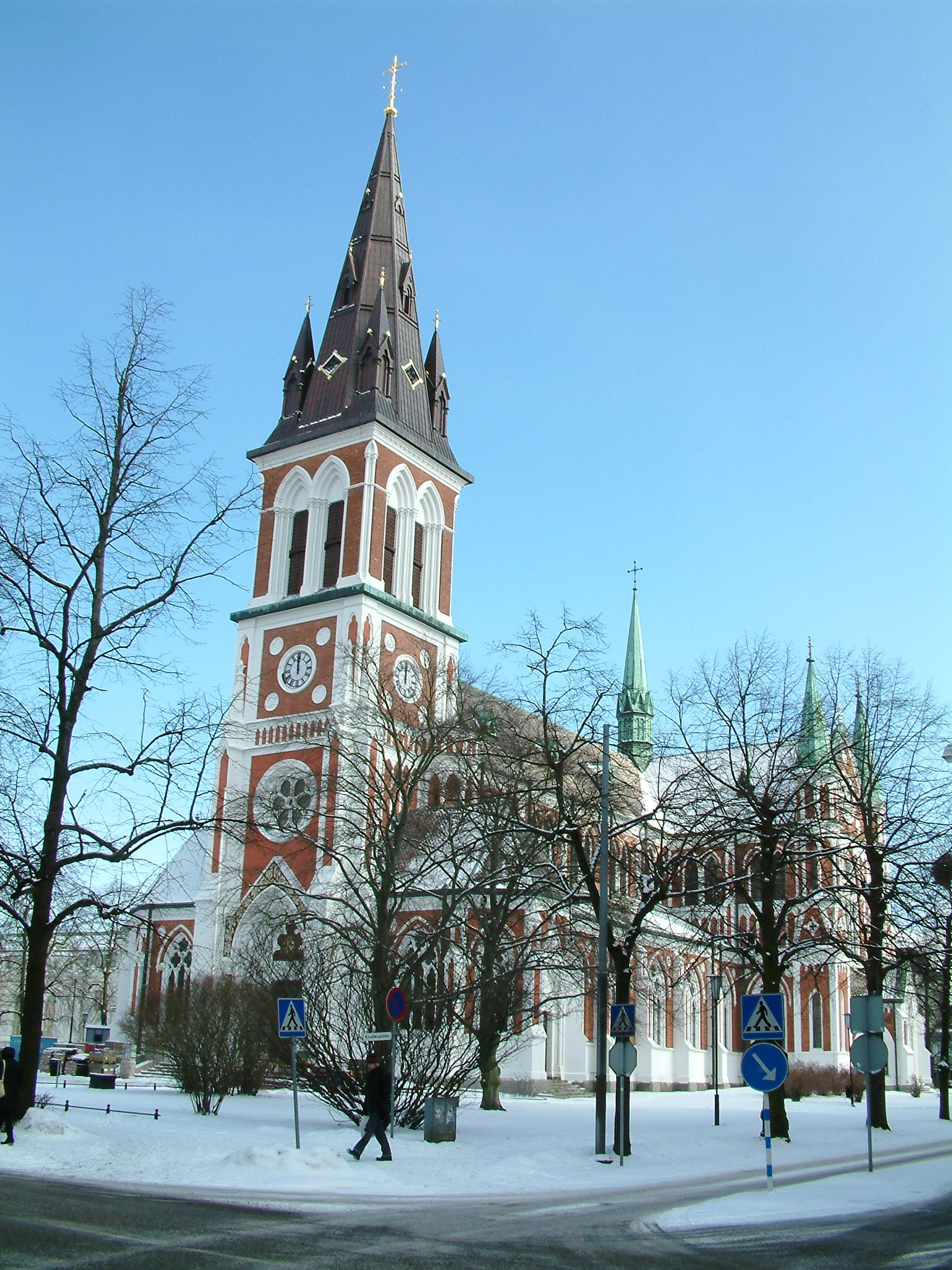
Sofiakyrkan, en style néogothique, construite en 1888.
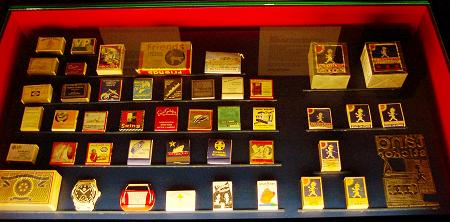
Vitrine de boîtes du musée des allumettes.
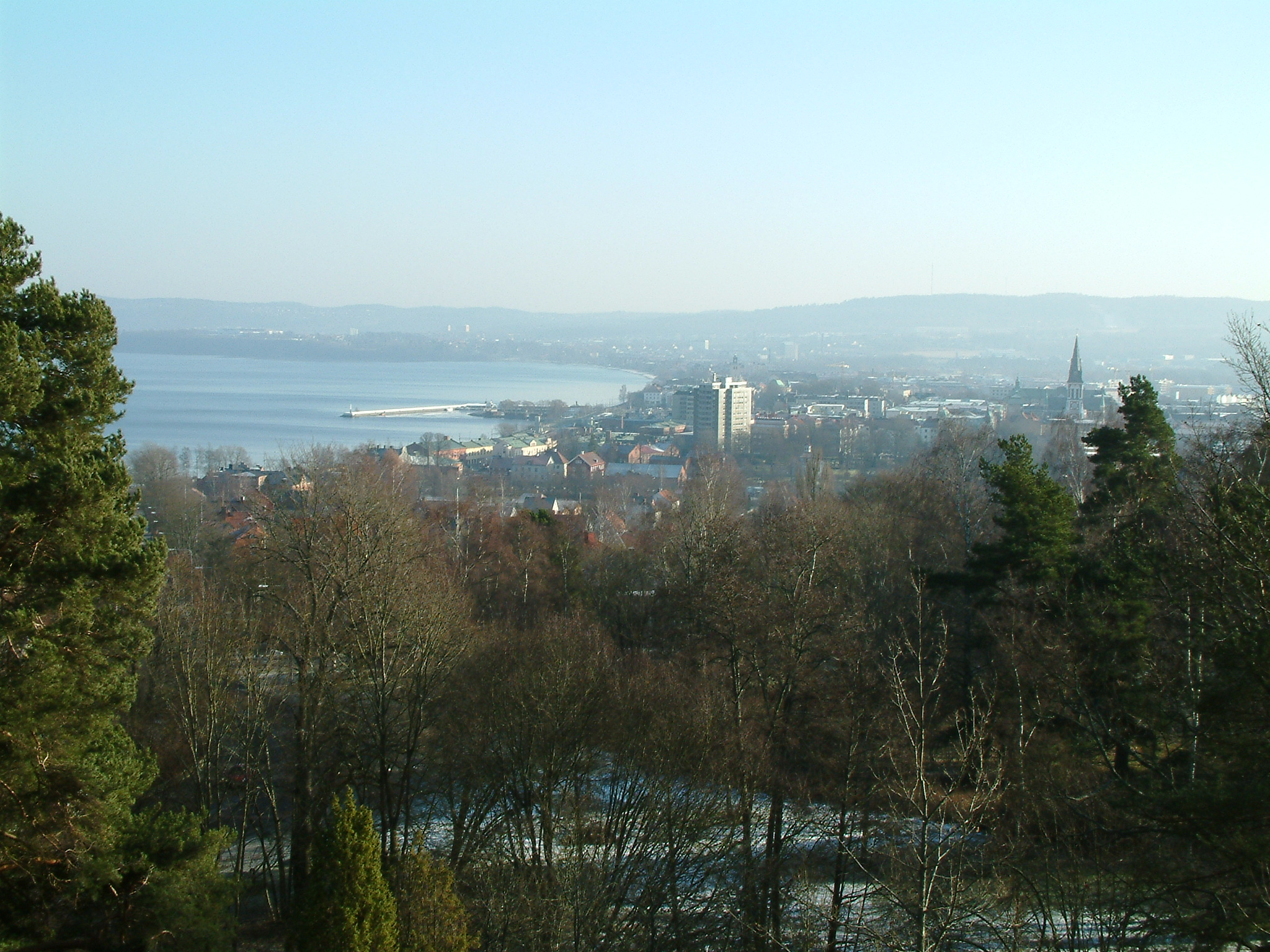
La ville de Jönköping vue du Stadsparken.

## Sport
La ville abrite de nombreuses installations sportives dont:
- Huskvarna sporthall (sv)
- Husqvarna Garden
- Idrottshuset (sv)
- Råslätts IP (sv)
- Smedjehov (sv)
- Parc de Jönköping (sv)
  - Stadsparksvallen (sv)
- Elmiahallen (sv)
- Vapenvallen (sv)

## Jumelages
| Ville | Ville           | Pays | Pays     |
| ----- | --------------- | ---- | -------- |
|       | Bodø            |      | Norvège  |
|       | Kuopio          |      | Finlande |
|       | Svendborg       |      | Danemark |
|       | Tianjin         |      | Chine    |
|       | Viru occidental |      | Estonie  |

## Personnalités liées à la commune
- Johan Björnsson Printz, gouverneur de la colonie suédoise de la Nouvelle-Suède
- John Bauer, peintre
- Amy Diamond, chanteuse
- Per Engdahl, leader fasciste
- Björn Ferm (1944-), pentathlonien, champion olympique
- Johan Forsander, joueur de hockey sur glace
- Agnetha Fältskog, membre du groupe de musique ABBA
- Georg Gezelius, prêtre et écrivain
- Narnia, groupe de musique métal
- Dag Hammarskjöld, secrétaire général des Nations unies
- Mona Johannesson, top-model
- Ingvar Lidholm, compositeur
- Georg Pauli, peintre
- Viktor Rydberg, écrivain
- Vladimir Oravsky, écrivain
- Carl Peter Thunberg, botaniste
- I'm from Barcelona, groupe de musique pop
- The Cardigans, groupe de musique pop-rock
- The Motorhomes, groupe de musique rock
- Annie Oliv, Miss Suède 2007
- Nomy, musicien
- Martin Modéus (1962-), archevêque

## Culture
La ville de Jönköping propose quelques activités culturelles parmi lesquelles on compte un théâtre, le musée John Bauer. On peut toutefois souligner l'intéressant musée des allumettes suédoises situé dans le tändstickområdet (en français « le lieu des allumettes ») constitué par les anciens bâtiments industriels rénovés.